# ФК Атила Мишколц
ФК Атила Мишколц (мађ. Miskolci Attila FC), је мађарски фудбалски клуб из Мишколца, Мађарска.

## Историја клуба
ФК Атила Мишколц је дебитовао у првој мађарској лиги у сезони 1931/32. и првенство завршио на осмом месту.

## Успеси клуба
- Куп Мађарске у фудбалу:
  - Финалиста (1) :1927/28.

### Историја имена клуба
- 1926: Мишколц Атлетски круг (Miskolci Atléta Kör)
- 1926–1936: Мишколц Атила круг/ФК Атила (Miskolci Attila Kör/Attila FC)
- 1936: угашен
- 1936–1939: ФК Атила Мишколц (Miskolci Attila FC)
- 1939–1940: Мишколц ЛЕСОК (Miskolci LESOK)